# Детердинг, Генри
Генри Вильгельм Август Детердинг (нидерл. Henri Wilhelm August Deterding; 19 апреля 1866, Амстердам, Нидерланды — 4 февраля 1939, Санкт-Мориц, Швейцария) — голландский предприниматель, крупнейший нефтепромышленник, в течение 36 лет руководивший корпорациями «Ройял Датч» и «Ройял Датч Шелл». Один из богатейших людей своего времени. Активный антикоммунист, финансист ультраправых политических сил. Спонсор Национал-социалистической немецкой рабочей партии (НСДАП).

## Ранняя жизнь
Родился в семье капитана торгового судна Филиппа Якоба Детердинга. Из-за смерти Детердинга-старшего в 1869 году (во время рейса) семья стала испытывать материальные затруднения. Генри Детердинг вынужден был прервать учёбу и в 16 лет поступить служащим в банк.
В 1888 году он поступил на работу в Нидерландскую торговую компанию. Был отправлен с коммерческой миссией в Медан (Голландская Ост-Индия). Выполнял поручения компании, занимался самостоятельным бизнесом.

## Нефтяной магнат
В 1900 году Генри Детердинг возглавил нефтяную компанию «Ройял Датч» после смерти одного из её основателей Августа Кесслера. Именно под руководством Детердинга «Ройял Датч» обзавелась внушительным танкерным флотом, который позволил корпорации конкурировать с «Шелл». В 1907 году произошло объединение этих двух компаний в Royal Dutch Shell — «Ройял Датч Шелл».
Детердинг осуществил целый ряд крупных слияний и поглощений. Особняком среди них стоит договор 1911 года с Ротшильдами о приобретении нефтяных месторождений в Азербайджане. В результате этой сделки «Ройял Датч Шелл» стала крупнейшей в мире нефтяной компанией после «Стандард Ойл» Джона Рокфеллера. Особенно острая борьба велась за раздел сфер влияния в Китае, где Детердингу удалось закрепиться лишь в результате двадцатилетней ценовой войны. Экономическую войну против США Детердинг вёл и в самой Америке, активно скупая местные нефтяные активы.
Генри Детердинг возглавлял «Ройял Датч Шелл» до 1936 года. За предпринимательские успехи он был прозван «Наполеоном бизнеса». Во время Первой мировой войны компания Детердинга оказывала существенную помощь странам Антанты поставками топлива. В 1928 году «Ройял Датч Шелл» участвовала в заключении картельного соглашения в Ахнакарри, впоследствии развившегося в систему Семь сестёр.
В 1920 году Генри Детердинг стал рыцарем-командором ордена Британской империи — за укрепление англо-голландских отношений. Тогда же он получил степень доктора наук в Делфтском техническом университете.

## Ультраправый антикоммунист
Генри Детердинг был ярым противником большевизма. В значительной степени это было связано с национализацией Совнаркомом азербайджанских активов «Ройял Датч Шелл». Детердинг ожидал скорого падения советской власти и пытался его приблизить — организуя кампанию бойкота советской нефти, печатая фальшивые советские червонцы, лоббируя разрыв дипломатических отношений Великобритании с СССР в 1927 году. Спонсоровал преступные налёты на компании АРКОС в Лондоне (1927) и Дероп в Германии (начало 1930-х). В связи с этим упоминался В. В. Маяковским в стихотворениях «Англичанка мутит» и «Баку».
В 1926-1927 годах он организовал в Лондоне две конференции (с участием промышленника Арнольда Рехберга и генерала Макса Гофмана), на которых обсуждались проекты антисоветской борьбы. В начале 1930-х годов Детердинг вновь делал ставку на быстрый и победоносный военный удар по СССР.

Вы должны помнить, что вся ваша работа, ваша деятельность будет протекать на вашей родной русской земле. Надежды на скорое освобождение России, ныне переживающей национальное несчастье, крепнут и усиливаются с каждым днем. Час освобождения вашей великой родины близок… Освобождение России может произойти гораздо скорее, чем мы все думаем, даже через несколько месяцев!

Генри Детердинг, выступление перед представителями русской белоэмиграции, июль 1930

Жёсткий антисоветизм и антикоммунизм Детердинга резко политизировал «Ройял Датч Шелл». Детердинг финансировал ультраправые силы по всему миру — от германских фрайкоров во время Ноябрьской революции и российских антибольшевистских организаций до южноамериканских антикоммунистов.

Полновластный хозяин «Ройял датч шелл», он как бы олицетворял наиболее воинственные круги монополистического капитала. Вокруг него группировались международные авантюристы. В его окружении разрабатывались планы контрреволюционных переворотов и интервенций. Из его кассы черпали средства правые партии и организации во всем мире.

## Спонсор нацизма
Среди организаций, получавших спонсорскую помощь Детердинга, была и НСДАП. Глен Робертс, биограф Детердинга, писал, что ещё в 1921 году нефтепромышленник выделил сторонникам Гитлера 4 миллиона гульденов. Детердинг поддерживал регулярные связи с СА, лично встречался с Альфредом Розенбергом. С 1930-х годов помощь Детердинга нацистам стала систематической. Оперативные контакты организовывал Джордж Белл — близкий сотрудник Детердинга, тесно связанный с нацистами и обладавший стойкой репутацией авантюриста. В апреле 1933 года Белл был убит в ходе внутреннего конфликта нацистских группировок.
Существенные суммы были выделены Детердингом на предвыборные кампании НСДАП 1932 года. Всего до прихода гитлеровцев к власти в Германии они получили от голландского нефтемагната порядка 10 миллионов марок. Детердинг поддерживал национал-социализм не только как антикоммунист, но и как принципиальный противник демократии.

Я лично считаю, что так называемая демократия в том виде, как она понимается общественным мнением в большинстве стран, — это не что иное, как рай для бездельников… Если бы я был всемирным диктатором, я расстрелял бы всех бездельников, которые попались бы мне на глаза.

Генри Детердинг

С агрессивной политикой гитлеровского режима Детердинг связывал также конкретные коммерческие интересы в плане возмещения потерь, понесённых после 1917 года:

Когда партия нацистов должна была пасть, сэр Генри поддержал их огромной суммой. Нефтяник имел свою цель — вернуть бакинские нефтяные месторождения, когда Гитлер нападёт на Россию.

Сотрудничество «Ройял Датч Шелл» с нацистским режимом постепенно стало настолько тесным, что в середине 1930-х Детердинг планировал продать нацистской Германии годовой объём нефтепродуктов компании, причём на льготных условиях товарного кредита. Этот замысел встретил категорическое несогласие деловых партнёров и менеджмента. В результате в 1936 году 70-летнему Детердингу пришлось оставить правление «Ройял Датч Шелл».
Детердинг купил в Германии поместье Доббин неподалёку от городка Краков-ам-Зе в Мекленбурге. Он расположился по соседству с домом своего делового партнёра и личного друга Эмиля Георга фон Штаусса, директора «Дойче банка». Детердинг продолжал помогать режиму НСДАП, в том числе в рамках программы «зимней помощи» (несмотря на принципиально негативное отношение к социальным программам «для бездельников»). Для снабжения немецкого населения он осуществлял масштабные закупки продовольствия в Голландии.
В одном из банковских документов за подписью Штаусса сказано:

Имперское сословие продовольствия получило от Детердинга (Голландия) первую партию продовольствия, пожертвованного в рамках кампании зимней помощи, и перевело за неё организации зимней помощи 11,9 млн марок. Кроме того, Детердинг выплачивает организации «зимней помощи» ежемесячно 5 тыс. марок.
В дневниках Геббельса содержится указание на то, что Детердинг перевёл на «зимнюю помощь» 40 миллионов марок. Биограф Робертс утверждает, что Детердинг оказал поддержку НСДАП в размере 55 миллионов фунтов.

## Смерть
Генри Детердинг скончался в Швейцарии и был погребён в своём немецком имении. На похоронной церемонии фон Штаусс назвал его «одним из передовых бойцов против мирового большевизма». Церемониальные венки был возложены также от имени Адольфа Гитлера и Германа Геринга.
В 1968 году по просьбе родственников останки Детердинга были перевезены из находившегося на территории ГДР Краков-ам-Зе в Лихтенштейн.
Биография Генри Детердинга, написанная Гленом Робертсом, называется "The Most Powerful Man in the World" — "Самый могущественный человек в мире".
Имя Генри Детердинга упоминается в связи с ультраправой активностью в Европе 2000-х годов

## Частная жизнь
Генри Детердинг состоял в браке три раза. Первой его женой была Катарина Луиза Нойброннер. После её кончины Детердинг женился на дочери российского генерала Лидии Кондауровой. В 1933 году супруги развелись, после чего Детердинг женился на Шарлотте Минне Кнаак.
В первом браке Генри Детердинг имел двух сыновей и дочь, во втором — двух дочерей, в третьем — также двух дочерей.
27 июня 1924 года британская газета Daily Mail опубликовала непроверенную информацию о смерти Генри Детердинга. На следующий день ошибочное сообщение продублировала американская The New York Times. С опровержением выступало министерство иностранных дел Нидерландов. Генри Детердинг прожил после этого эпизода почти 15 лет.